# Franziska Oehme
Franziska Oehme (* 27. Juli 1944 in Leipzig) ist eine deutsche Schauspielerin.

## Leben
Die Tochter des Schauspielers Peter Oehme wollte eigentlich Krankengymnastin werden, entschied sich dann aber doch für die Schauspielerei. Unterricht erhielt sie von Gustav Knuth. 1967 gab sie  ihr Filmdebüt, im Jahr darauf hatte sie in der Filmkomödie Immer Ärger mit den Paukern in der Rolle der Christa gegenüber Uschi Glas das Nachsehen in der Gunst des von Schlagerstar Roy Black gespielten Hauptdarstellers. 1971 stand sie bei der Wiedereröffnung des Theaters am Kurfürstendamm in dem Boulevardstück Tschau von Marc-Gilbert Sauvajon unter der Regie von Wolfgang Spier an der Seite von Horst Niendorf und Peter Schiff auf der Bühne. Schon im Jahr zuvor war sie an Berliner Theatern mit diesem Stück bekannt geworden.
1973 übernahm sie an Stelle der ursprünglich vorgesehenen Gila von Weitershausen die weibliche Hauptrolle in dem Kinofilm Oh Jonathan – oh Jonathan! an der Seite von Heinz Rühmann.
Sie war verheiratet mit dem deutschen Jazzpianisten und Bandleader Horst Jankowski (1936–1998), mit dem sie  eine gemeinsame Tochter (Noemi) hat.

## Filmografie
- 1967: Kuckucksjahre
- 1968: Der Griller
- 1968: Immer Ärger mit den Paukern
- 1968: Die Konvention Belzebir
- 1970: Das Mädchen meiner Träume
- 1970: Berlin-Geflüster
- 1971: Der Schlafwagenkontrolleur
- 1973: Oh Jonathan – oh Jonathan!
- 1971–1973: Hamburg Transit (2 Folgen)
- 1974: Zwei himmlische Dickschädel
- 1975: Zahnschmerzen
- 1977: Graf Yoster gibt sich die Ehre (Folgen: Ein Schloß in Österreich und Es gibt mehr Dinge…)
- 1978: Die unsterblichen Methoden des Franz Josef Wanninger (Folge: Die schöne Helena)
- 1981: Kassettenliebe
- 1982: Video-Liebe
- 1984: Tatort: Kielwasser
- 1985: Der Alte (Folge: Tödlicher Bumerang)
- 1985: Schöne Ferien – Urlaubsgeschichten aus Kenia
- 1985: Didi – Der Untermieter (Folge: Der Herzensbrecher)
- 1985: Durchreise – Die Geschichte einer Firma (Aufzeichnung aus dem Theater am Kurfürstendamm)
- 1986: Urlaub auf italienisch (Fernsehserie)
- 1996: Sylter Geschichten (Folge: Urlaub mit Hindernissen)

## Hörspiele
- 1966: Nachtfahrt (Regie: Gert Westphal)
- 1971: Jedem seine Chance (Regie: Heinz Wilhelm Schwarz)
- 1971: Vom Hackepeter und der kalten Mamsell (nach Konrad Hansen, Regie: Friedhelm Ortmann)
- 1975: Lindauer Pietà (von Martin Walser, Regie: Günther Sauer)